# Richtfeuer Baltā baznīca
Das Richtfeuer Baltā baznīca (lettisch Vadošā gaisma Baltā baznīca) befindet sich im Rigaer Stadtteil Vecmīlgrāvis (deutsch Alt-Mühlgraben) und besteht aus drei Einheiten: dem orangen Signallicht, das fast südlich ausgerichtet aus einem Kirchturmfenster kommt, und zwei Baken mit Signallichtern in Richtung des Hafens an der Düna.
Der auffällig weiße Kirchturm der traditionellen Kirche der Fischer markiert in Verbindung mit zwei in Richtung Fluss stehenden Baken die Zufahrt aus Richtung obere Düna. Die heutige Kirche wurde zwischen 1786 und 1788 erbaut und war schon immer ein auffälliges Merkmal und damit Navigationshilfe für den Verkehr auf dem Wasser von und nach Riga. Im Dezember 1998 wurde die Kirche als „Architektonisches Kulturdenkmal“ № 8165 eingetragen.

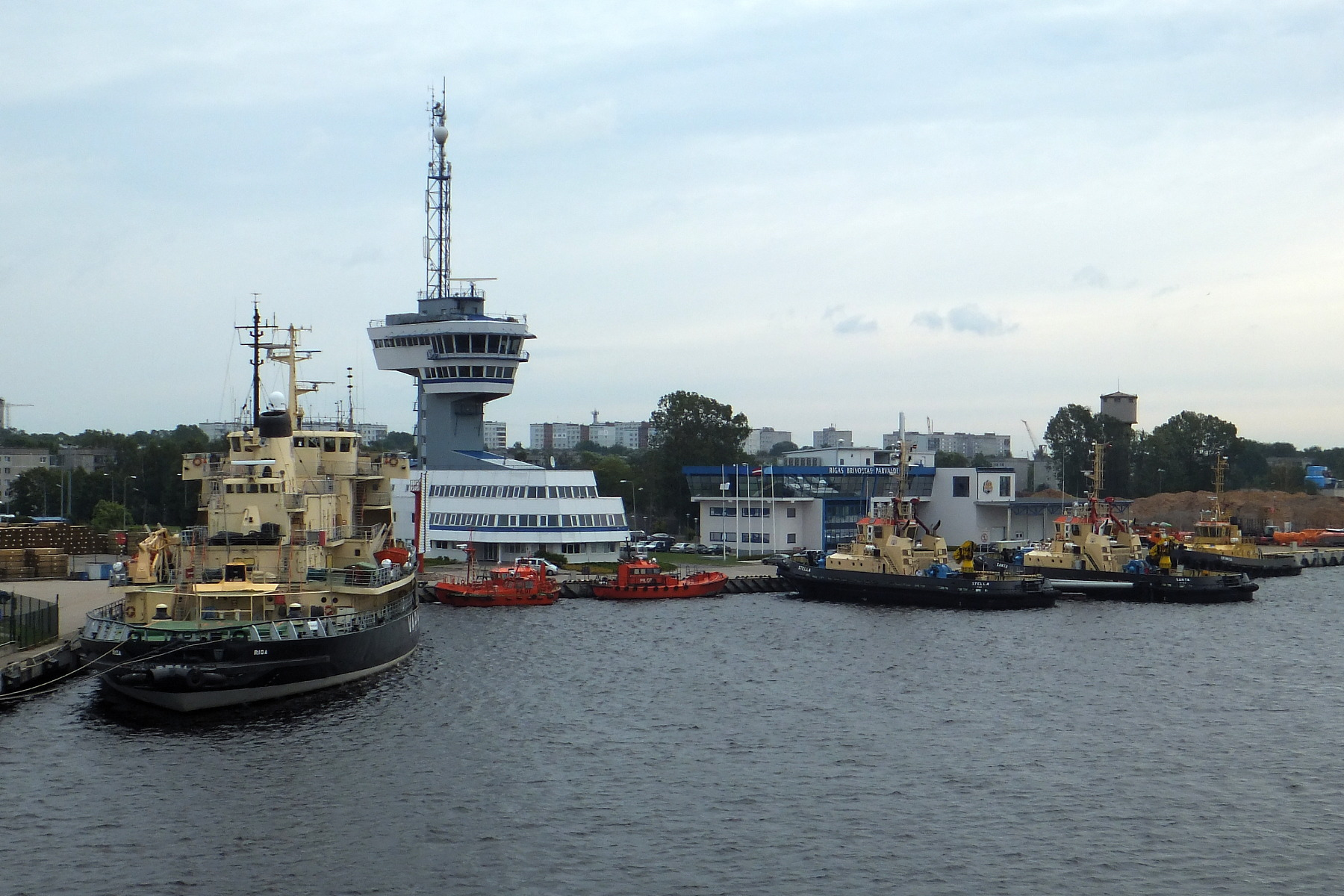
Lotsenstation direkt rechts neben der unteren Bake (durch Schiff abgedeckt)

1931 wurde am Flussufer eine Bake errichtet und in Verbindung mit der 486 Meter entfernten Turmspitze war nun eine präzise Orientierung möglich. In der Nacht half die Beleuchtung durch ausgerichtete Signallichter. 1964 wurde die Anlage durch eine Mittelbake bei 205 Meter erweitert, da öfter größere Schiffe die untere Bake abdeckten.
Direkt neben der unteren Bake ist inzwischen das repräsentative Gebäude der Freihafenverwaltung mit einem Tower, von dem aus der Schiffsverkehr gelenkt wird.
| | Leuchtfeuer            | Positionskordinaten            | Baujahre         | Höhe   | Feuerhöhe | UKHO #, LJA#  |
| --- | ---------------------- | ------------------------------ | ---------------- | ------ | --------- | ------------- |
| | Oben (Weiße Kirche)    | 57° 2′ 12″ N, 24° 5′ 14,4″ O   | 1931, 1964       | 18 m   | 20 m      | C3547.2, 2520 |
| Bild gesucht Die Wikipedia wünscht sich an dieser Stelle ein Bild vom Ort mit diesen Koordinaten 57.033 24.088 . Motiv: Balta-Baznitsa Mittelfeuer Falls du dabei helfen möchtest, erklärt die Anleitung , wie das geht. BW | Mitte (auf Hallendach) | 57° 2′ 2,7″ N, 24° 5′ 14,6″ O  | 1964             | 16 m   | 13 m      | C3547.1, 2510 |
| Bild gesucht Die Wikipedia wünscht sich an dieser Stelle ein Bild vom Ort mit diesen Koordinaten 57.033 24.088 . Motiv: Balta-Baznitsa Uterfeuer Falls du dabei helfen möchtest, erklärt die Anleitung , wie das geht. BW   | Unten (Hafenplatz)     | 57° 1′ 56,1″ N, 24° 5′ 15,3″ O | 1931, 1964, 2004 | 10,8 m | 12,6 m    | C3547, 2500   |